# Peter Heidinger
Peter F(riedrich) Heidinger (* 11. April 1927 in Stuttgart; † 3. Mai 2022 ebenda) war ein deutscher Ingenieur und Energiemanager.

## Leben
Peter Heidinger studierte Elektroingenieurwesen an der Technischen Hochschule Stuttgart und wurde dort zum Dr.-Ing. promoviert. Er war später Honorarprofessor an der Universität Stuttgart am Institut für Energieübertragung und Hochspannungstechnik.
Heidinger war Vorsitzender des Vorstandes der Energie-Versorgung Schwaben AG (EVS), heute zugehörig zur EnBW. Er war zudem Vorstandsvorsitzender des Verbandes der Elektrizitätswirtschaft (VDEW), 1992 wurde er Ehrenmitglied des VDEW. Er war zudem korrespondierendes Mitglied der Forschungsgemeinschaft für Elektrische Anlagen und Stromwirtschaft in Mannheim.
Heidinger war seit 1947 Mitglied der katholischen Studentenverbindung AV Alania Stuttgart im CV.

### Ritterorden vom Heiligen Grab zu Jerusalem
1972 wurde Peter Heidinger vom Kardinal-Großmeister Maximilien Kardinal de Fürstenberg zum Ritter des Ritterordens vom Heiligen Grab zu Jerusalem ernannt und am 9. Dezember 1972 im Aachener Kaiserdom durch Lorenz Kardinal Jaeger, Großprior der deutschen Statthalterei, und Hermann Josef Abs, Statthalter in Deutschland, investiert. Er war Großkreuzritter des Ordens.
Er war als Nachfolger von Johannes Binkowski von 1991 bis 1999 Statthalter der Deutschen Statthalterei des Ritterordens vom Heiligen Grab zu Jerusalem. Für sein Engagement in zahlreichen Sozialprojekten im Heiligen Land wurde er mehrfach ausgezeichnet und wurde zum Ehrenstatthalter des Ritterordens vom Heiligen Grab zu Jerusalem in Deutschland ernannt. Er wurde am Stuttgarter Pragfriedhof bestattet.

## Ehrungen und Auszeichnungen
- Verdienstorden der Bundesrepublik Deutschland
  - Verdienstkreuz am Bande
  - Verdienstkreuz I. Klasse (1987)
  - Großes Verdienstkreuz
- 1993: VDE-Ehrenring[4]
- 1997: Ritter des Päpstlichen Ritterordens des heiligen Gregors des Großen durch Papst Johannes Paul II.[5]
- 1999: Goldene Palme von Jerusalem durch den Lateinischen Patriarchen von Jerusalem, Erzbischof Michel Sabbah
- 2000: Ehrenmedaille des Lateinischen Patriarchats von Jerusalem
- 2000: Ehrenstatthalter der deutschen Statthalterei des Ritterordens vom Heiligen Grab zu Jerusalem